# 高橋達也
高橋 達也（たかはし たつや、本名：高橋 達朗（たかはし たつろう）、1931年12月27日 - 2008年2月29日）は、日本のジャズ・テナーサックス奏者、バンドリーダー。

## 略歴
山形県鶴岡市生まれ。1951年、仙台の米軍キャンプでプロデビューしその後上京する。1964年にビッグバンド「東京ユニオン」に加入、1966年には4代目バンドリーダーに就任、「高橋達也と東京ユニオン」として名実共に日本一のビッグバンドに成長させる。
1977年、三木敏悟作品アルバム『北欧組曲』でスイングジャーナルジャズディスク大賞、日本ジャズ賞受賞。1978年・1980年、モントルー・ジャズ・フェスティバル出演。1980年代を中心にテレビ音楽を始め数々の演奏を行ってきたが、人気絶頂の1989年11月に心筋梗塞に倒れ緊急入院。これを受け東京ユニオンは同年12月31日を以て解散。高橋は8か月の闘病生活を経て、1990年7月30日の復帰パーティー開催を以て活動再開。高橋達也セプテットを中心に活動。
2008年2月29日午後1時05分、膵臓がんのため東京都大田区内の病院で死去。76歳没。